# Dyskografia Sanah
Dyskografia polskiej piosenkarki popowej Sanah składa się z sześciu albumów studyjnych, jednego albumu koncertowego, pięciu minialbumów, 81 singli (w tym dwóch jako artystka gościnna i 13 singli promocyjnych).
Pierwszym wydawnictwem Sanah był singel „Rehab” w 2017, który nagrała pod pseudonimem Ayreen. W 2019 wydała swój pierwszy minialbum pt. ja na imię niewidzialna mam, który dostał się na listę OLiS – albumy – winyle.
Na początku 2020 wydała przełomowy w swojej karierze singel „Szampan”, który znalazł się na szczycie AirPlay – Top i większości radiowych list przebojów. Następnie opublikowała utwór „Melodia”, który również został singlem numer jeden w Polsce. Oba te single promowały debiutancki album studyjny Sanah pt. Królowa dram wydany 8 maja 2020. Płyta była piątym najczęściej kupowanym przez Polaków albumem w 2020.
Również w 2020 stworzyła swój trzeci singel numer jeden w Polsce – „No sory”. Promował on minialbum Bujda, który znalazł się na drugim albumie Sanah pt. Irenka. Artystka promowała płytę również singlami: „Ale jazz!” stworzony z Vito Bambino, „2:00” oraz „Etc. (na disco)”. Album stał się numerem jeden w Polsce zarówno na liście OLiS Winyl, jak i OLiS.
15 kwietnia 2022 Sanah wydała swój trzeci w karierze album studyjny – Uczta, na który nagrała piosenki z innymi wykonawcami. Płytę promowała singlami: „Mamo tyś płakała” (z udziałem Igora Herbuta) i „Szary świat” (z Kwiatem Jabłoni).

## Albumy studyjne
| Rok  | Dane dot. albumu                                                                                                  | Najwyższe pozycje na listach | Najwyższe pozycje na listach | Najwyższe pozycje na listach | Certyfikat                 | Sprzedaż        |
| Rok  | Dane dot. albumu                                                                                                  | POL                          | POL (Streaming)              | POL (Winyl)                  | Certyfikat                 | Sprzedaż        |
| ---- | --- | ---------------------------- | ---------------------------- | ---------------------------- | -------------------------- | --------------- |
| 2020 | Królowa dram - Wydany: 8 maja 2020 - Wytwórnia: Magic Records - Format: CD, digital download, winyl, box set      | 1                            | 55                           | 2                            | - POL: diamentowa płyta    | - POL: 150 000+ |
| 2021 | Irenka - Wydany: 7 maja 2021 - Wytwórnia: Magic Records - Format: CD, digital download, winyl, box set            | 1                            | 27                           | 1                            | - POL: 2× diamentowa płyta | - POL: 300 000+ |
| 2022 | Uczta - Wydany: 15 kwietnia 2022 - Wytwórnia: Magic Records - Format: CD, digital download, winyl, box set        | 1                            | 4                            | 1                            | - POL: 2× diamentowa płyta | - POL: 300 000+ |
| 2022 | Sanah śpiewa poezyje - Wydany: 25 listopada 2022 - Wytwórnia: Magic Records - Format: CD, digital download, winyl | 1                            | 2                            | 1                            | - POL: diamentowa płyta    | - POL: 150 000+ |
| 2024 | Kaprysy - Wydany: 14 czerwca 2024 - Wytwórnia: Magic Records - Format: CD, digital download, winyl                | 1                            | 1                            | 1                            | - POL: diamentowa płyta    | - POL: 150 000+ |
| 2025 | Dwoje ludzieńków - Wydany: 16 maja 2025 - Wytwórnia: Magic Records - Format: CD, digital download, winyl          | 1                            | 4                            | 1                            |                            |                 |

## Albumy koncertowe
| Rok  | Dane dot. albumu                                                                                                | Najwyższe pozycje na listach | Najwyższe pozycje na listach | Certyfikat         | Sprzedaż       |
| Rok  | Dane dot. albumu                                                                                                | POL                          | POL (Streaming)              | Certyfikat         | Sprzedaż       |
| ---- | --- | ---------------------------- | ---------------------------- | ------------------ | -------------- |
| 2023 | Bankiet u Sanah - Wydany: 1 grudnia 2023 - Wytwórnia: Magic Records - Format: 2×CD, digital download, streaming | 2                            | 89                           | - POL: złota płyta | - POL: 15 000+ |

## Minialbumy
| Rok                                                         | Dane dot. albumu | Najwyższe pozycje na listach | Najwyższe pozycje na listach | Certyfikat                | Sprzedaż       |
| Rok                                                         | Dane dot. albumu | POL                          | POL (Winyl)                  | Certyfikat                | Sprzedaż       |
| ----------------------------------------------------------- | --- | ---------------------------- | ---------------------------- | ------------------------- | -------------- |
| 2019                                                        | Ja na imię niewidzialna mam - Wydany: 11 października 2019 - Wytwórnia: Magic Records - Format: digital download, winyl | –                            | 3                            | - POL: 2× platynowa płyta | - POL: 60 000+ |
| 2020                                                        | Bujda - Wydany: 23 października 2020 - Wytwórnia: Magic Records - Format: digital download, winyl, kaseta magnetofonowa | 27                           | 3                            | - POL: 2× platynowa płyta | - POL: 60 000+ |
| 2021                                                        | Invisible EP - Wydany: 12 czerwca 2021 - Wytwórnia: Magic Records - Format: winyl                                       | –                            | 22                           |                           |                |
| 2024                                                        | Can You Love Me for Who I Am? - Wydany: 24 października 2024 - Wytwórnia: Magic Records - Format: digital download      | –                            | –                            |                           |                |
| 2024                                                        | Can You Love Me for Who I Am? Part 2 - Wydany: 14 listopada 2024 - Wytwórnia: Magic Records - Format: digital download  | –                            | –                            |                           |                |
| „–” oznacza, że minialbum nie był notowany na danej liście. | |                              |                              |                           |                |

## Inne albumy
| Rok  | Dane dot. albumu                                                                                                   | Najwyższe pozycje na listach | Najwyższe pozycje na listach | Najwyższe pozycje na listach | Certyfikat         | Sprzedaż       |
| Rok  | Dane dot. albumu                                                                                                   | POL                          | POL (Streaming)              | POL (Winyl)                  | Certyfikat         | Sprzedaż       |
| ---- | --- | ---------------------------- | ---------------------------- | ---------------------------- | ------------------ | -------------- |
| 2024 | Pianinkowe kaprysy - Wydany: 30 sierpnia 2024 - Wytwórnia: Magic Records - Format: CD, digital download, streaming | 1                            | 11                           | 3                            | - POL: złota płyta | - POL: 15 000+ |

## Single

### Jako główny artysta
| Rok | Tytuł                                                               | Najwyższe pozycje na listach | Najwyższe pozycje na listach | Najwyższe pozycje na listach | Najwyższe pozycje na listach | Najwyższe pozycje na listach | Najwyższe pozycje na listach | Najwyższe pozycje na listach | Najwyższe pozycje na listach | Najwyższe pozycje na listach | Najwyższe pozycje na listach | Najwyższe pozycje na listach | Certyfikat                 | Sprzedaż        | Album                                                |
| Rok | Tytuł                                                               | POL (airplay)                | POL (streaming)              | POL (airplay nowości)        | POL (airplay TV)             | POL (Billboard)              | RMF                          | Eska                         | SLiP                         | PiK                          | Zet                          | WNP (airplay)                | Certyfikat                 | Sprzedaż        | Album                                                |
| --- | ------------------------------------------------------------------- | ---------------------------- | ---------------------------- | ---------------------------- | ---------------------------- | ---------------------------- | ---------------------------- | ---------------------------- | ---------------------------- | ---------------------------- | ---------------------------- | ---------------------------- | -------------------------- | --------------- | ---------------------------------------------------- |
| 2017 | „Rehab” (jako Ayreen)                                               | –                            | X                            | –                            | –                            | X                            | –                            | –                            | –                            | –                            | –                            | –                            |                            |                 | –                                                    |
| 2019 | „Cząstka”                                                           | –                            | X                            | –                            | –                            | X                            | –                            | –                            | –                            | –                            | –                            | –                            | - POL: 4× platynowa płyta  | - POL: 200 000+ | Ja na imię niewidzialna mam                          |
| 2019 | „Siebie zapytasz”                                                   | –                            | X                            | –                            | –                            | X                            | –                            | –                            | –                            | –                            | –                            | –                            | - POL: diamentowa płyta    | - POL: 250 000+ | Ja na imię niewidzialna mam                          |
| 2019 | „Proszę pana”                                                       | –                            | X                            | –                            | –                            | X                            | –                            | 23                           | 35                           | –                            | –                            | –                            | - POL: platynowa płyta     | - POL: 20 000+  | Ja na imię niewidzialna mam                          |
| 2020 | „Szampan”                                                           | 1                            | X                            | 2                            | –                            | X                            | 1                            | 1                            | 2                            | 6                            | 1                            | –                            | - POL: diamentowa płyta    | - POL: 100 000+ | Królowa dram                                         |
| 2020 | „Melodia”                                                           | 1                            | X                            | 2                            | 1                            | X                            | 1                            | 1                            | 1                            | 1                            | 1                            | 978                          | - POL: diamentowa płyta    | - POL: 100 000+ | Królowa dram                                         |
| 2020 | „Królowa dram”                                                      | –                            | X                            | –                            | –                            | X                            | –                            | –                            | –                            | –                            | –                            | –                            | - POL: 3× platynowa płyta  | - POL: 60 000+  | Królowa dram                                         |
| 2020 | „No sory”                                                           | 1                            | X                            | 1                            | 2                            | X                            | 1                            | 7                            | 1                            | 2                            | 2                            | 970                          | - POL: diamentowa płyta    | - POL: 100 000+ | Bujda                                                |
| 2020 | „Pożal się Boże”                                                    | –                            | X                            | –                            | –                            | X                            | –                            | –                            | –                            | –                            | –                            | –                            | - POL: złota płyta         | - POL: 25 000+  | Bujda                                                |
| 2020 | „Bujda”                                                             | –                            | X                            | –                            | –                            | X                            | –                            | –                            | –                            | –                            | –                            | –                            | - POL: 2× platynowa płyta  | - POL: 40 000+  | Bujda                                                |
| 2021 | „Ale jazz!” (oraz Vito Bambino)                                     | 1                            | 81                           | 1                            | 1                            | X                            | 1                            | 1                            | 1                            | 1                            | 1                            | –                            | - POL: 2× diamentowa płyta | - POL: 500 000+ | Irenka                                               |
| 2021 | „2:00”                                                              | –                            | X                            | –                            | –                            | X                            | –                            | –                            | –                            | 10                           | –                            | –                            | - POL: diamentowa płyta    | - POL: 250 000+ | Irenka                                               |
| 2021 | „Etc. (na disco)”                                                   | 3                            | X                            | 5                            | 1                            | X                            | 1                            | 1                            | 19                           | –                            | 3                            | –                            | - POL: diamentowa płyta    | - POL: 250 000+ | Irenka                                               |
| 2021 | „Ten stan”                                                          | 1                            | X                            | 2                            | –                            | X                            | 1                            | 1                            | 2                            | 1                            | 2                            | –                            | - POL: 2× diamentowa płyta | - POL: 500 000+ | Irenka                                               |
| 2021 | „Cześć, jak się masz?” (oraz Sobel)                                 | 1                            | 88                           | 1                            | 1                            | 24                           | 1                            | 1                            | 6                            | –                            | 11                           | –                            | - POL: diamentowa płyta    | - POL: 250 000+ | Irenka Pułapka na motyle                             |
| 2021 | „Kolońska i szlugi”                                                 | 3                            | X                            | 1                            | 1                            | X                            | 1                            | 1                            | 1                            | 1                            | 1                            | –                            | - POL: diamentowa płyta    | - POL: 250 000+ | Irenka                                               |
| 2022 | „Mamo tyś płakała” (oraz Igor Herbut)                               | –                            | X                            | –                            | –                            | 2                            | –                            | –                            | 22                           | 1                            | –                            | –                            | - POL: 3× platynowa płyta  | - POL: 150 000+ | Uczta                                                |
| 2022 | „Szary świat” (oraz Kwiat Jabłoni)                                  | 1                            | 85                           | 1                            | –                            | 1                            | 1                            | 1                            | 2                            | 1                            | 1                            | –                            | - POL: 2× diamentowa płyta | - POL: 500 000+ | Uczta                                                |
| 2022 | „Czesława” (oraz Natalia Grosiak)                                   | –                            | X                            | –                            | –                            | 16                           | –                            | –                            | –                            | –                            | –                            | –                            | - POL: platynowa płyta     | - POL: 50 000+  | Uczta                                                |
| 2022 | „Tęsknię sobie” (oraz Artur Rojek)                                  | –                            | X                            | –                            | –                            | 3                            | –                            | –                            | –                            | 9                            | –                            | –                            | - POL: diamentowa płyta    | - POL: 250 000+ | Uczta                                                |
| 2022 | „Audi” (oraz Miętha)                                                | –                            | X                            | –                            | –                            | –                            | –                            | –                            | –                            | –                            | –                            | –                            | - POL: złota płyta         | - POL: 25 000+  | Uczta                                                |
| 2022 | „Sen we śnie” (oraz Grzegorz Turnau)                                | –                            | X                            | –                            | –                            | 3                            | –                            | –                            | –                            | –                            | –                            | –                            | - POL: 4× platynowa płyta  | - POL: 200 000+ | Uczta                                                |
| 2022 | „Baczyński (Pisz do mnie listy)” (oraz Ania Dąbrowska)              | –                            | X                            | –                            | –                            | –                            | –                            | –                            | –                            | –                            | –                            | –                            | - POL: złota płyta         | - POL: 25 000+  | Uczta                                                |
| 2022 | „Eldorado” (oraz Daria Zawiałow)                                    | 1                            | 47                           | 3                            | –                            | 5                            | 1                            | 1                            | 1                            | 1                            | 1                            | –                            | - POL: diamentowa płyta    | - POL: 250 000+ | Uczta                                                |
| 2022 | „Oscar” (oraz Vito Bambino)                                         | –                            | X                            | –                            | –                            | 20                           | –                            | –                            | –                            | –                            | –                            | –                            | - POL: złota płyta         | - POL: 25 000+  | Uczta                                                |
| 2022 | „Ostatnia nadzieja” (oraz Dawid Podsiadło)                          | 1                            | 19                           | 2                            | –                            | 3                            | 1                            | 1                            | 1                            | 2                            | 1                            | –                            | - POL: 2× diamentowa płyta | - POL: 500 000+ | Uczta                                                |
| 2022 | „Święty Graal” (oraz Ten Stan)                                      | –                            | X                            | –                            | –                            | –                            | –                            | –                            | –                            | –                            | –                            | –                            |                            |                 | Uczta                                                |
| 2022 | „Rozwijając Rilkego”                                                | –                            | X                            | –                            | –                            | –                            | –                            | –                            | –                            | –                            | –                            | –                            | - POL: złota płyta         | - POL: 25 000+  | Sanah śpiewa poezyje                                 |
| 2022 | „Hymn”                                                              | –                            | 57                           | –                            | –                            | 2                            | –                            | –                            | –                            | –                            | –                            | –                            | - POL: 4× platynowa płyta  | - POL: 200 000+ | Sanah śpiewa poezyje                                 |
| 2022 | „Do * w sztambuch”                                                  | –                            | X                            | –                            | –                            | 18                           | –                            | –                            | –                            | –                            | –                            | –                            | - POL: 2× platynowa płyta  | - POL: 100 000+ | Sanah śpiewa poezyje                                 |
| 2022 | „Nic dwa razy”                                                      | 1                            | 2                            | 2                            | 1                            | 1                            | 1                            | 1                            | 1                            | 1                            | 1                            | 487                          | - POL: 2× diamentowa płyta | - POL: 500 000+ | Sanah śpiewa poezyje                                 |
| 2022 | „(I) Da Bóg kiedyś zasiąść w Polsce wolnej”                         | –                            | X                            | –                            | –                            | 10                           | –                            | –                            | –                            | –                            | –                            | –                            |                            |                 | Sanah śpiewa poezyje                                 |
| 2022 | „Warszawa”                                                          | –                            | X                            | –                            | –                            | –                            | –                            | –                            | –                            | –                            | –                            | –                            | - POL: złota płyta         | - POL: 25 000+  | Sanah śpiewa poezyje                                 |
| 2022 | „Bajka”                                                             | –                            | X                            | –                            | –                            | 20                           | –                            | –                            | –                            | –                            | –                            | –                            | - POL: platynowa płyta     | - POL: 50 000+  | Sanah śpiewa poezyje                                 |
| 2022 | „Eldorado”                                                          | –                            | X                            | –                            | –                            | –                            | –                            | –                            | –                            | –                            | –                            | –                            |                            |                 | Sanah śpiewa poezyje                                 |
| 2022 | „Kamień”                                                            | –                            | X                            | –                            | –                            | –                            | –                            | –                            | –                            | –                            | –                            | –                            | - POL: złota płyta         | - POL: 25 000+  | Sanah śpiewa poezyje                                 |
| 2022 | „(II) Da Bóg kiedyś zasiąść w Polsce wolnej”                        | –                            | X                            | –                            | –                            | –                            | –                            | –                            | –                            | –                            | –                            | –                            |                            |                 | Sanah śpiewa poezyje                                 |
| 2022 | „Najlepszy dzień w moim życiu”                                      | 2                            | 13                           | –                            | –                            | 4                            | 1                            | 1                            | 8                            | 2                            | 1                            | –                            | - POL: diamentowa płyta    | - POL: 250 000+ | –                                                    |
| 2022 | „Wilcza zamieć”                                                     | –                            | X                            | –                            | –                            | –                            | –                            | –                            | –                            | –                            | –                            | –                            |                            |                 | Wiedźmin 3: Dziki Gon (ścieżka dźwiękowa)            |
| 2023 | „Płomień”                                                           | –                            | 24                           | X                            | X                            | 25                           | –                            | –                            | 24                           | –                            | –                            | –                            |                            |                 | –                                                    |
| 2023 | „Mustang” (oraz Vito Bambino)                                       | –                            | 28                           | X                            | X                            | 22                           | –                            | –                            | –                            | –                            | –                            | –                            | - POL: platynowa płyta     | - POL: 50 000+  | Pracownia                                            |
| 2023 | „Marcepan”                                                          | 6                            | 1                            | X                            | X                            | 1                            | 1                            | 3                            | 7                            | 27                           | 9                            | –                            | - POL: diamentowa płyta    | - POL: 250 000+ | –                                                    |
| 2023 | „Pocałunki”                                                         | 5                            | 4                            | X                            | X                            | 5                            | 1                            | 2                            | 5                            | 4                            | –                            | –                            | - POL: 4× platynowa płyta  | - POL: 200 000+ | Dwoje ludzieńków                                     |
| 2023 | „Skanah”                                                            | –                            | 26                           | X                            | X                            | 25                           | –                            | –                            | 21                           | –                            | –                            | –                            | - POL: złota płyta         | - POL: 25 000+  | –                                                    |
| 2023 | „Jestem twoją bajką”                                                | 8                            | 3                            | X                            | X                            | 4                            | 1                            | 2                            | 16                           | 22                           | –                            | –                            | - POL: diamentowa płyta    | - POL: 250 000+ | Akademia pana Kleksa (ścieżka dźwiękowa)             |
| 2023 | „Na grobie rycerz”                                                  | –                            | 60                           | X                            | X                            | –                            | –                            | –                            | –                            | –                            | –                            | –                            |                            |                 | Powstaniec 1863 (ścieżka dźwiękowa) Dwoje ludzieńków |
| 2024 | „Hip hip hura!”                                                     | 1                            | 10                           | X                            | X                            | 9                            | 1                            | 1                            | 3                            | 1                            | 1                            | –                            | - POL: 4× platynowa płyta  | - POL: 200 000+ | Kaprysy                                              |
| 2024 | „Cała sala śpiewa!” (jako Siostry Grabowskie)                       | –                            | 78                           | X                            | X                            | –                            | –                            | –                            | –                            | –                            | –                            | –                            | - POL: złota płyta         | - POL: 25 000+  | –                                                    |
| 2024 | „Śrubka”                                                            | –                            | 21                           | X                            | X                            | 21                           | –                            | –                            | –                            | –                            | –                            | –                            | - POL: platynowa płyta     | - POL: 50 000+  | Kaprysy                                              |
| 2024 | „Było, minęło”                                                      | 1                            | 3                            | X                            | X                            | 3                            | 1                            | 3                            | 1                            | 1                            | 1                            | –                            | - POL: diamentowa płyta    | - POL: 250 000+ | Kaprysy                                              |
| 2024 | „Falling Back” (oraz Matteo Bocelli)                                | –                            | 96                           | X                            | X                            | –                            | –                            | –                            | –                            | –                            | –                            | –                            |                            |                 | Matteo                                               |
| 2024 | „Miłość jest ślepa”                                                 | 1                            | 5                            | X                            | X                            | 5                            | 1                            | 3                            | 2                            | 1                            | 1                            | –                            | - POL: 4× platynowa płyta  | - POL: 200 000+ | Kaprysy                                              |
| 2024 | „Wynalazek Filipa Golarza” (oraz Sobel)                             | 4                            | 2                            | X                            | X                            | 2                            | 1                            | 1                            | 4                            | 30                           | 1                            | –                            |                            |                 | Kleks i wynalazek Filipa Golarza (ścieżka dźwiękowa) |
| 2025 | „Eviva l’arte!” (oraz Krzysztof Zalewski)                           | 2                            | 13                           | X                            | X                            | 15                           | 1                            | 7                            | 1                            | 1                            | 1                            | –                            | - POL: złota płyta         | - POL: 62 500+  | Dwoje ludzieńków                                     |
| 2025 | „Elegia o... [chłopcu polskim]” (oraz Michał Bajor)                 | –                            | 23                           | X                            | X                            | 25                           | –                            | –                            | –                            | –                            | –                            | –                            |                            |                 | Dwoje ludzieńków                                     |
| 2025 | „Kochałam pana” (oraz Anna Maria Jopek)                             | –                            | 55                           | X                            | X                            | –                            | –                            | –                            | –                            | –                            | –                            | –                            |                            |                 | Dwoje ludzieńków                                     |
| 2025 | „Maj 1939” (oraz Mela Koteluk)                                      | –                            | –                            | X                            | X                            | –                            | –                            | –                            | –                            | –                            | –                            | –                            |                            |                 | Dwoje ludzieńków                                     |
| 2025 | „Piosenka” (oraz Kuba Badach)                                       | –                            | 75                           | X                            | X                            | –                            | –                            | –                            | –                            | –                            | –                            | –                            |                            |                 | Dwoje ludzieńków                                     |
| 2025 | „Jesienią” (oraz Państwowy Zespół Ludowy Pieśni i Tańca „Mazowsze”) | –                            | 81                           | X                            | X                            | –                            | –                            | –                            | –                            | –                            | –                            | –                            |                            |                 | Dwoje ludzieńków                                     |
| 2025 | „Był bal” (oraz Natalia Szroeder)                                   | –                            | 47                           | X                            | X                            | –                            | –                            | –                            | –                            | –                            | –                            | –                            |                            |                 | Dwoje ludzieńków                                     |
| 2025 | „Inwokacja” (oraz Grzegorz Skawiński)                               | –                            | 77                           | X                            | X                            | –                            | –                            | –                            | –                            | –                            | –                            | –                            |                            |                 | Dwoje ludzieńków                                     |
| 2025 | „Ofelia” (oraz Nosowska)                                            | –                            | 78                           | X                            | X                            | –                            | –                            | –                            | –                            | –                            | –                            | –                            |                            |                 | Dwoje ludzieńków                                     |
| 2025 | „Oczyszczenie” (oraz Alicja Majewska)                               | –                            | –                            | X                            | X                            | –                            | –                            | –                            | –                            | –                            | –                            | –                            |                            |                 | Dwoje ludzieńków                                     |
| 2025 | „Kiedy umrę kochanie” (oraz Kasia Kowalska)                         | 8                            | 24                           | X                            | X                            | –                            | 1                            | 6                            | 2                            | –                            | 1                            | –                            |                            |                 | Dwoje ludzieńków                                     |
| 2025 | „Dwoje ludzieńków” (oraz Sobel)                                     | –                            | 3                            | X                            | X                            | 4                            | –                            | –                            | –                            | –                            | –                            | –                            |                            |                 | Dwoje ludzieńków                                     |
| 2025 | „Boogie Woogie” (jako Siostry Grabowskie)                           | –                            | –                            | X                            | X                            | –                            | –                            | –                            | –                            | –                            | –                            | –                            |                            |                 | –                                                    |
| „–” oznacza że singel nie był notowany na danej liście. „X” oznacza, że lista nie istniała w danym okresie. |                                                                     |                              |                              |                              |                              |                              |                              |                              |                              |                              |                              |                              |                            |                 |                                                      |

### Jako artysta gościnny
| Rok                                                      | Tytuł                                                       | Najwyższe pozycje na listach | Najwyższe pozycje na listach | Certyfikat | Sprzedaż | Album           |
| Rok                                                      | Tytuł                                                       | POL (Apple Music)            | POL (iTunes)                 | Certyfikat | Sprzedaż | Album           |
| -------------------------------------------------------- | ----------------------------------------------------------- | ---------------------------- | ---------------------------- | ---------- | -------- | --------------- |
| 2019                                                     | „Rich In Love” (Matt Dusk, gościnnie: Sanah)                | 49                           | –                            |            |          | Jet Set Jazz    |
| 2021                                                     | „Przyjdzie Panie zaginąć” (Polskie Znaki, gościnnie: Sanah) | 5                            | 48                           |            |          | Rzeczy ostatnie |
| „–” oznacza, że singel nie był notowany na danej liście. |                                                             |                              |                              |            |          |                 |

### Single promocyjne
| Rok                                                      | Tytuł                                          | Najwyższe pozycje na listach | Najwyższe pozycje na listach | Najwyższe pozycje na listach | Najwyższe pozycje na listach | Najwyższe pozycje na listach | Najwyższe pozycje na listach | Najwyższe pozycje na listach | Najwyższe pozycje na listach | Najwyższe pozycje na listach | Najwyższe pozycje na listach | Najwyższe pozycje na listach | Certyfikat                | Sprzedaż       | Album                       |
| Rok                                                      | Tytuł                                          | POL (airplay)                | POL (airplay nowości)        | POL (airplay TV)             | POL (Apple Music)            | POL (iTunes)                 | POL (Spotify)                | ICE (Apple Music)            | RMF                          | Eska                         | SLiP                         | PiK                          | Certyfikat                | Sprzedaż       | Album                       |
| -------------------------------------------------------- | ---------------------------------------------- | ---------------------------- | ---------------------------- | ---------------------------- | ---------------------------- | ---------------------------- | ---------------------------- | ---------------------------- | ---------------------------- | ---------------------------- | ---------------------------- | ---------------------------- | ------------------------- | -------------- | --------------------------- |
| 2019                                                     | „Bez słów”                                     | –                            | –                            | –                            | –                            | 16                           | –                            | –                            | –                            | –                            | –                            | –                            | - POL: złota płyta        | - POL: 10 000+ | Ja na imię niewidzialna mam |
| 2019                                                     | „Solo”                                         | –                            | –                            | –                            | 99                           | 39                           | –                            | 87                           | –                            | –                            | –                            | –                            | - POL: złota płyta        | - POL: 10 000+ | Ja na imię niewidzialna mam |
| 2019                                                     | „Idź”                                          | –                            | –                            | –                            | 147                          | 34                           | –                            | 88                           | –                            | –                            | –                            | –                            | - POL: platynowa płyta    | - POL: 20 000+ | Ja na imię niewidzialna mam |
| 2019                                                     | „Aniołom szepnij to”                           | –                            | –                            | –                            | –                            | 18                           | –                            | 150                          | –                            | –                            | –                            | –                            | - POL: platynowa płyta    | - POL: 50 000+ | Ja na imię niewidzialna mam |
| 2019                                                     | „Projekt nieznajomy nie kłamie”                | –                            | –                            | –                            | 119                          | 67                           | 85                           | –                            | –                            | –                            | –                            | –                            | - POL: platynowa płyta    | - POL: 20 000+ | Bujda                       |
| 2020                                                     | „Róże (demo w domu)”                           | –                            | –                            | –                            | 51                           | 23                           | –                            | –                            | –                            | –                            | –                            | –                            | - POL: złota płyta        | - POL: 10 000+ | Bujda                       |
| 2020                                                     | „No sory” (wersja alternatywna)                | –                            | –                            | –                            | 95                           | 31                           | 141                          | –                            | –                            | –                            | –                            | –                            |                           |                | Bujda                       |
| 2020                                                     | „Invisible Dress” (Maro Music x Skytech Remix) | 6                            | 1                            | 2                            | 19                           | 2                            | 48                           | –                            | 2                            | 1                            | 2                            | –                            | - POL: 2× platynowa płyta | - POL: 40 000+ | Invisible EP                |
| 2021                                                     | „Heal Me”                                      | –                            | –                            | –                            | –                            | 66                           | –                            | –                            | –                            | –                            | –                            | –                            |                           |                | –                           |
| 2021                                                     | „Etc.”                                         | –                            | –                            | –                            | 28                           | 6                            | 15                           | –                            | –                            | –                            | –                            | 6                            | - POL: platynowa płyta    | - POL: 50 000+ | Irenka                      |
| 2021                                                     | „Wszystko mi mówi, że mnie ktoś pokochał”      | –                            | –                            | –                            | 92                           | 10                           | 59                           | –                            | –                            | –                            | –                            | –                            | - POL: platynowa płyta    | - POL: 50 000+ | –                           |
| 2021                                                     | „Kolońska i szlugi (do snu)”                   | –                            | –                            | –                            | 1                            | 1                            | 1                            | –                            | –                            | –                            | –                            | –                            | - POL: platynowa płyta    | - POL: 50 000+ | Irenka                      |
| „–” oznacza, że singel nie był notowany na danej liście. |                                                |                              |                              |                              |                              |                              |                              |                              |                              |                              |                              |                              |                           |                |                             |

## Inne notowane i certyfikowane utwory
| Rok | Tytuł                                                       | Najwyższe pozycje na listach | Najwyższe pozycje na listach | Najwyższe pozycje na listach | Najwyższe pozycje na listach | Najwyższe pozycje na listach | Najwyższe pozycje na listach | Najwyższe pozycje na listach | Najwyższe pozycje na listach | Certyfikat                | Sprzedaż        | Album                        |
| Rok | Tytuł                                                       | POL (streaming)              | POL (Billboard)              | POL (Apple Music)            | POL (Spotify)                | POL (iTunes)                 | ICE (Apple Music)            | UKR (Radio)                  | UKR (All Media)              | Certyfikat                | Sprzedaż        | Album                        |
| --- | ----------------------------------------------------------- | ---------------------------- | ---------------------------- | ---------------------------- | ---------------------------- | ---------------------------- | ---------------------------- | ---------------------------- | ---------------------------- | ------------------------- | --------------- | ---------------------------- |
| 2019 | „Koronki”                                                   | X                            | X                            | 132                          | 181                          | 21                           | 94                           | –                            | –                            | - POL: platynowa płyta    | - POL: 20 000+  | Ja na imię niewidzialna mam  |
| 2020 | „Początek”                                                  | X                            | X                            | 93                           | –                            | –                            | –                            | –                            | –                            |                           |                 | Królowa dram                 |
| 2020 | „To ja, a nie inna”                                         | X                            | X                            | 25                           | 146                          | –                            | 100                          | –                            | –                            | - POL: złota płyta        | - POL: 10 000+  | Królowa dram                 |
| 2020 | „Oto cała ja”                                               | X                            | X                            | 33                           | 164                          | 45                           | –                            | –                            | –                            | - POL: platynowa płyta    | - POL: 50 000+  | Królowa dram                 |
| 2020 | „Łezki me”                                                  | X                            | X                            | 43                           | 194                          | 28                           | –                            | –                            | –                            | - POL: złota płyta        | - POL: 10 000+  | Królowa dram                 |
| 2020 | „2/10”                                                      | X                            | X                            | 38                           | 176                          | –                            | –                            | –                            | –                            | - POL: złota płyta        | - POL: 10 000+  | Królowa dram                 |
| 2020 | „Sama”                                                      | X                            | X                            | 18                           | 197                          | 83                           | –                            | –                            | –                            | - POL: złota płyta        | - POL: 10 000+  | Królowa dram                 |
| 2020 | „Piękno tej niechcianej”                                    | X                            | X                            | 65                           | –                            | 118                          | 46                           | –                            | –                            |                           |                 | Królowa dram                 |
| 2020 | „Duszki”                                                    | X                            | X                            | 59                           | 77                           | 19                           | –                            | –                            | –                            | - POL: platynowa płyta    | - POL: 20 000+  | Bujda                        |
| 2020 | „Oczy”                                                      | X                            | X                            | 14                           | 16                           | 9                            | –                            | –                            | –                            | - POL: diamentowa płyta   | - POL: 500 000+ | Bujda                        |
| 2020 | „Invisible Dress (live for Vevo DSCVR)”                     | X                            | X                            | –                            | –                            | –                            | –                            | 597                          | 672                          |                           |                 | Królowa dram (Final Edition) |
| 2020 | „Szampan (live for Radio Muzo.FM)”                          | X                            | X                            | 47                           | –                            | –                            | –                            | –                            | –                            |                           |                 | Królowa dram (Final Edition) |
| 2020 | „Pora roku zła”                                             | X                            | X                            | 84                           | 113                          | 8                            | –                            | –                            | –                            | - POL: platynowa płyta    | - POL: 20 000+  | Królowa dram (Final Edition) |
| 2020 | „Invisible Dress” (Maro Music x Skytech Remix – Short Edit) | X                            | X                            | –                            | 19                           | 10                           | –                            | –                            | –                            |                           |                 | Invisible EP                 |
| 2021 | „Heal Me” (Lizot Edit)                                      | X                            | X                            | 85                           | 163                          | –                            | –                            | –                            | –                            |                           |                 | „Heal Me” (singel)           |
| 2021 | „Puk puk”                                                   | X                            | X                            | 46                           | 62                           | –                            | –                            | –                            | –                            |                           |                 | Irenka                       |
| 2021 | „Co ja robię tutaj”                                         | X                            | X                            | 22                           | 31                           | 14                           | –                            | –                            | –                            | - POL: platynowa płyta    | - POL: 50 000+  | Irenka                       |
| 2021 | „To koniec”                                                 | X                            | X                            | 18                           | 31                           | 10                           | 149                          | –                            | –                            | - POL: 4× platynowa płyta | - POL: 200 000+ | Irenka                       |
| 2021 | „Warcaby”                                                   | X                            | X                            | 6                            | 35                           | 22                           | –                            | –                            | –                            | - POL: złota płyta        | - POL: 25 000+  | Irenka                       |
| 2021 | „Interludium”                                               | X                            | X                            | 39                           | 68                           | –                            | –                            | –                            | –                            |                           |                 | Irenka                       |
| 2021 | „Irenka”                                                    | X                            | X                            | 22                           | 33                           | 24                           | –                            | –                            | –                            | - POL: platynowa płyta    | - POL: 50 000+  | Irenka                       |
| 2021 | „Bujda (większa!)”                                          | X                            | X                            | 30                           | 58                           | 22                           | –                            | –                            | –                            | - POL: złota płyta        | - POL: 25 000+  | Irenka                       |
| 2021 | „Wars”                                                      | X                            | X                            | 33                           | 53                           | 52                           | –                            | –                            | –                            | - POL: złota płyta        | - POL: 25 000+  | Irenka                       |
| 2021 | „To był dobry dzień”                                        | X                            | X                            | 45                           | 74                           | –                            | –                            | –                            | –                            |                           |                 | Irenka                       |
| 2021 | „Kapela gra”                                                | X                            | X                            | 52                           | 82                           | 38                           | –                            | –                            | –                            | - POL: złota płyta        | - POL: 25 000+  | Irenka                       |
| 2021 | „No sory (to dłuższe)”                                      | X                            | X                            | –                            | 64                           | –                            | –                            | –                            | –                            |                           |                 | Irenka                       |
| 2021 | „2:00 (prod. Arkadiusz)”                                    | X                            | X                            | 154                          | –                            | –                            | –                            | –                            | –                            |                           |                 | Irenka (Final Edition)       |
| 2021 | „Ale jazz! (na jazzowo)”                                    | X                            | X                            | 135                          | 118                          | –                            | –                            | –                            | –                            |                           |                 | Irenka (Final Edition)       |
| 2022 | „O czym śnisz?” (Dawid Podsiadło, gościnnie: Sanah)         | X                            | 6                            | –                            | –                            | –                            | –                            | –                            | –                            | - POL: platynowa płyta    | - POL: 50 000+  | Lata dwudzieste              |
| 2024 | „Sad”                                                       | 52                           | –                            | –                            | –                            | –                            | –                            | –                            | –                            |                           |                 | Kaprysy                      |
| 2024 | „Talenty i mankamenty”                                      | 46                           | –                            | –                            | –                            | –                            | –                            | –                            | –                            | - POL: złota płyta        | - POL: 25 000+  | Kaprysy                      |
| 2024 | „Nimbostratus”                                              | 49                           | –                            | –                            | –                            | –                            | –                            | –                            | –                            |                           |                 | Kaprysy                      |
| 2024 | „Wiśta wio!”                                                | 39                           | –                            | –                            | –                            | –                            | –                            | –                            | –                            | - POL: platynowa płyta    | - POL: 50 000+  | Kaprysy                      |
| 2024 | „Mleczna droga”                                             | 65                           | –                            | –                            | –                            | –                            | –                            | –                            | –                            |                           |                 | Kaprysy                      |
| 2024 | „Fafarafa”                                                  | 69                           | –                            | –                            | –                            | –                            | –                            | –                            | –                            |                           |                 | Kaprysy                      |
| 2024 | „Pańskie łzy to woda”                                       | 80                           | –                            | –                            | –                            | –                            | –                            | –                            | –                            |                           |                 | Kaprysy                      |
| 2024 | „O miłości”                                                 | 78                           | –                            | –                            | –                            | –                            | –                            | –                            | –                            |                           |                 | Kaprysy                      |
| 2024 | „Do kiedy jestem”                                           | 90                           | –                            | –                            | –                            | –                            | –                            | –                            | –                            |                           |                 | Kaprysy                      |
| 2024 | „Słodkiego miłego życzę”                                    | 67                           | –                            | –                            | –                            | –                            | –                            | –                            | –                            |                           |                 | Kaprysy                      |
| 2024 | „Miłość jest ślepa”                                         | –                            | –                            | –                            | –                            | –                            | –                            | –                            | –                            | - POL: złota płyta        | - POL: 25 000+  | Pianinkowe kaprysy           |
| „–” oznacza, że utwór nie był notowany na danej liście. „X” oznacza, że lista nie istniała w danym okresie. |                                                             |                              |                              |                              |                              |                              |                              |                              |                              |                           |                 |                              |

## Utwory dla innych wykonawców
| Rok  | Wykonawca       | Album           | Utwór              | Uwagi  | Źr.             |
| ---- | --------------- | --------------- | ------------------ | ------ | --------------- |
| 2018 | Ania Deko       | —               | „Stały ląd”        | muzyka | [ 121 ]         |
| 2019 | Roksana Węgiel  | Roksana Węgiel  | „Half of My Heart” | muzyka | [ 122 ]         |
| 2021 | Natalia Zastępa | Nie żałuję      | „Kłopoty”          | muzyka | [ 123 ]         |
| 2021 | Natalia Zastępa | Nie żałuję      | „Niech się stanie” | muzyka | [ 124 ]         |
| 2021 | Urszula         | Teraz ja        | nieznany           | tekst  | [ 125 ] [ 126 ] |
| 2022 | Vito Bambino    | Pracownia       | „Maj”              | chórki | [ 127 ] [ 128 ] |
| 2022 | Dawid Podsiadło | Lata dwudzieste | „Post”             | chórki | [ 129 ]         |

## Teledyski
| Tytuł                                                                       | Rok                 | Reżyseria                                              | Źr.                 |                     |
| Jako główny artysta                                                         | Jako główny artysta | Jako główny artysta                                    | Jako główny artysta | Jako główny artysta |
| --------------------------------------------------------------------------- | ------------------- | ------------------------------------------------------ | ------------------- | ------------------- |
| „Heartbreak”                                                                | 2014                | nieznany                                               | [ 130 ]             |                     |
| „I’m Stolen”                                                                | 2015                | Mateusz Pawłowski                                      | [ 131 ]             |                     |
| „Za mała”                                                                   | 2015                | nieznany                                               | [ 130 ]             |                     |
| „In the Night”                                                              | 2015                | nieznany                                               | [ 130 ]             |                     |
| „Bipping (demo)”                                                            | 2019                | nieznany                                               | [ 132 ] [ 133 ]     |                     |
| „Cząstka”                                                                   | 2019                | nieznany                                               | [ 134 ] [ 135 ]     |                     |
| „Siebie zapytasz”                                                           | 2019                | nieznany                                               | [ 136 ] [ 137 ]     |                     |
| „Solo”                                                                      | 2019                | nieznany                                               | [ 138 ] [ 139 ]     |                     |
| „Idź”                                                                       | 2019                | TheDreams Studio                                       | [ 140 ] [ 141 ]     |                     |
| „Proszę pana”                                                               | 2019                | TheDreams Studio                                       | [ 142 ] [ 143 ]     |                     |
| „Koronki”                                                                   | 2019                | TheDreams Studio                                       | [ 144 ] [ 145 ]     |                     |
| „Projekt nieznajomy nie kłamie”                                             | 2019                | TheDreams Studio                                       | [ 146 ] [ 147 ]     |                     |
| „Szampan”                                                                   | 2020                | TheDreams Studio                                       | [ 148 ] [ 149 ]     |                     |
| „Melodia”                                                                   | 2020                | TheDreams Studio                                       | [ 150 ] [ 151 ]     |                     |
| „Róże” (Vertical video)                                                     | 2020                | TheDreams Studio                                       | [ 152 ] [ 153 ]     |                     |
| „Królowa dram”                                                              | 2020                | TheDreams Studio                                       | [ 154 ] [ 155 ]     |                     |
| „Proszę” (Vertical video)                                                   | 2020                | TheDreams Studio                                       | [ 156 ] [ 157 ]     |                     |
| „Początek” (Skit, Vertical video)                                           | 2020                | TheDreams Studio                                       | [ 158 ] [ 159 ]     |                     |
| „To ja, a nie inna” (Vertical video)                                        | 2020                | TheDreams Studio                                       | [ 160 ] [ 161 ]     |                     |
| „Oto cała ja” (Vertical video)                                              | 2020                | TheDreams Studio                                       | [ 162 ] [ 163 ]     |                     |
| „2/10” (Vertical video)                                                     | 2020                | TheDreams Studio                                       | [ 164 ] [ 165 ]     |                     |
| „Piękno tej niechcianej” (Vertical video)                                   | 2020                | TheDreams Studio                                       | [ 166 ] [ 167 ]     |                     |
| „Łezki me” (Vertical video)                                                 | 2020                | TheDreams Studio                                       | [ 154 ] [ 168 ]     |                     |
| „Koniec” (Skit, Vertical video)                                             | 2020                | TheDreams Studio                                       | [ 158 ] [ 169 ]     |                     |
| „Sama” (Vertical video)                                                     | 2020                | TheDreams Studio                                       | [ 170 ]             |                     |
| „#Hot16Challenge2”                                                          | 2020                | nieznany                                               | [ 171 ] [ 172 ]     |                     |
| „No sory”                                                                   | 2020                | TheDreams Studio                                       | [ 173 ] [ 174 ]     |                     |
| „No sory (wersja alternatywna)”                                             | 2020                | TheDreams Studio                                       | [ 175 ] [ 176 ]     |                     |
| „Pożal się Boże”                                                            | 2020                | TheDreams Studio                                       | [ 177 ] [ 178 ]     |                     |
| „Bujda”                                                                     | 2020                | TheDreams Studio                                       | [ 179 ] [ 180 ]     |                     |
| „Oczy”                                                                      | 2020                | TheDreams Studio                                       | [ 9 ] [ 181 ]       |                     |
| „Duszki”                                                                    | 2020                | TheDreams Studio                                       | [ 182 ]             |                     |
| „Invisible dress (Maro Music x Skytech Remix)”                              | 2020                | TheDreams Studio                                       | [ 183 ] [ 184 ]     |                     |
| „Ale Jazz!” (Sanah oraz Vito Bambino)                                       | 2021                | TheDreams Studio                                       | [ 185 ] [ 186 ]     |                     |
| „2:00”                                                                      | 2021                | TheDreams Studio                                       | [ 187 ] [ 188 ]     |                     |
| „Heal me”                                                                   | 2021                | TheDreams Studio                                       | [ 189 ] [ 190 ]     |                     |
| „Heal me (Lizot Edit)”                                                      | 2021                | TheDreams Studio                                       | [ 191 ] [ 192 ]     |                     |
| „Etc. (na disco)”                                                           | 2021                | TheDreams Studio                                       | [ 193 ] [ 194 ]     |                     |
| „Etc.”                                                                      | 2021                | TheDreams Studio                                       | [ 195 ] [ 196 ]     |                     |
| „To był dobry dzień”                                                        | 2021                | TheDreams Studio                                       | [ 197 ]             |                     |
| „Kapela gra”                                                                | 2021                | TheDreams Studio                                       | [ 198 ]             |                     |
| „Bujda (większa!)”                                                          | 2021                | TheDreams Studio                                       | [ 199 ]             |                     |
| „Wars”                                                                      | 2021                | TheDreams Studio                                       | [ 200 ]             |                     |
| „Ten Stan”                                                                  | 2021                | TheDreams Studio                                       | [ 201 ]             |                     |
| „Interludium”                                                               | 2021                | TheDreams Studio                                       | [ 202 ]             |                     |
| „To koniec”                                                                 | 2021                | TheDreams Studio                                       | [ 203 ]             |                     |
| „Irenka”                                                                    | 2021                | TheDreams Studio                                       | [ 204 ]             |                     |
| „Puk puk”                                                                   | 2021                | TheDreams Studio                                       | [ 205 ]             |                     |
| „Co ja robię tutaj”                                                         | 2021                | TheDreams Studio                                       | [ 206 ]             |                     |
| „Wszystko mi mówi, że mnie ktoś pokochał”                                   | 2021                | Grajper                                                | [ 207 ]             |                     |
| „Wszystko mi mówi, że mnie ktoś pokochał”                                   | 2021                | Grajper                                                | [ 208 ]             |                     |
| „Warcaby”                                                                   | 2021                | TheDreams Studio                                       | [ 209 ]             |                     |
| „Idź”                                                                       | 2021                | Piotr Matwiejczyk                                      | [ 210 ]             |                     |
| „Cześć, jak się masz?”                                                      | 2021                | Katarzyna Sierka i high&                               | [ 211 ]             |                     |
| „Kolońska i szlugi”                                                         | 2021                | Zuzanna Jurczak i Michał Pańszczyk                     | [ 212 ]             |                     |
| „Czas juz na zimowy sen...”                                                 | 2022                | TheDreams Studio                                       | [ 213 ]             |                     |
| „Sen we śnie”                                                               | 2022                | Tomasz Dąbrowski (Kuba Wojewódzki)                     | [ 214 ]             |                     |
| „Warszawa”                                                                  | 2022                | Michał Pańszczyk                                       | [ 215 ]             |                     |
| „Rozwijając Rilkego”                                                        | 2022                | Michał Pańszczyk                                       | [ 216 ]             |                     |
| „Nic dwa razy”                                                              | 2022                | Michał Pańszczyk                                       | [ 217 ]             |                     |
| „Kamień”                                                                    | 2022                | Michał Pańszczyk                                       | [ 218 ]             |                     |
| „(I) Da Bóg kiedyś zasiąść w Polsce wolnej”                                 | 2022                | Michał Pańszczyk                                       | [ 219 ]             |                     |
| „(II) Da Bóg kiedyś zasiąść w Polsce wolnej”                                | 2022                | Michał Pańszczyk                                       | [ 220 ]             |                     |
| „Hymn”                                                                      | 2022                | Michał Pańszczyk                                       | [ 221 ]             |                     |
| „Eldorado”                                                                  | 2022                | Michał Pańszczyk                                       | [ 222 ]             |                     |
| „Do * w sztambuch”                                                          | 2022                | Michał Pańszczyk                                       | [ 223 ]             |                     |
| „Bajka”                                                                     | 2022                | Michał Pańszczyk                                       | [ 224 ]             |                     |
| „Najlepszy dzień w moim życiu”                                              | 2022                | Zuzanna Grabowska                                      | [ 225 ]             |                     |
| „Wilcza zamieć”                                                             | 2022                | Michał Bernaś                                          | [ 226 ]             |                     |
| „Płomień”                                                                   | 2023                | Michał Pańszczyk                                       | [ 227 ]             |                     |
| „Mustang”                                                                   | 2023                | Mateusz Dopieralski                                    | [ 228 ]             |                     |
| „Marcepan”                                                                  | 2023                | Zuzanna Grabowska, Katarzyna Grabek i Michał Pańszczyk | [ 229 ]             |                     |
| „Pocałunki”                                                                 | 2023                | Zuzanna Grabowska i Michał Pańszczyk                   | [ 230 ]             |                     |
| „Skanah”                                                                    | 2023                | Bartosz Cierlica                                       | [ 231 ]             |                     |
| „Jestem twoją bajką”                                                        | 2023                | Maciej Kawulski                                        | [ 232 ]             |                     |
| „Na grobie rycerz”                                                          | 2023                | Tadeusz Syka                                           | [ 233 ]             |                     |
| „Hip hip hura!”                                                             | 2024                | Zuzanna Grabowska i Alan Kępski                        | [ 234 ]             |                     |
| „Cała sala śpiewa!”                                                         | 2024                | Zuzanna Grabowska i Alan Kępski                        | [ 235 ]             |                     |
| „Śrubka”                                                                    | 2024                | Zuzanna Grabowska i Alan Kępski                        | [ 236 ]             |                     |
| „Było, minęło”                                                              | 2024                | Zuzanna Grabowska i Alan Kępski                        | [ 237 ]             |                     |
| „Falling Back”                                                              | 2024                | Alan Kępski                                            | [ 238 ]             |                     |
| „Wynalazek Filipa Golarza”                                                  | 2024                | Maciej Kawulski                                        | [ 239 ]             |                     |
| „Eviva l’arte!”                                                             | 2025                | Alan Kępski i Sylwia Księżopolska                      | [ 240 ]             |                     |
| „Elegia o... [chłopcu polskim]”                                             | 2025                | Alan Kępski                                            | [ 241 ]             |                     |
| „Kochałam pana”                                                             | 2025                | Alan Kępski                                            | [ 242 ]             |                     |
| „Maj 1939”                                                                  | 2025                | Alan Kępski                                            | [ 243 ]             |                     |
| „Piosenka”                                                                  | 2025                | Alan Kępski                                            | [ 244 ]             |                     |
| „Jesienią”                                                                  | 2025                | Alan Kępski                                            | [ 245 ]             |                     |
| „Był bal”                                                                   | 2025                | Alan Kępski                                            | [ 246 ]             |                     |
| „Inwokacja”                                                                 | 2025                | Alan Kępski                                            | [ 247 ]             |                     |
| „Ofelia”                                                                    | 2025                | Alan Kępski                                            | [ 248 ]             |                     |
| „Oczyszczenie”                                                              | 2025                | Alan Kępski                                            | [ 249 ]             |                     |
| „Kiedy umrę kochanie”                                                       | 2025                | Alan Kępski                                            | [ 250 ]             |                     |
| „Dwoje ludzieńków”                                                          | 2025                | Alan Kępski                                            | [ 251 ]             |                     |
| „Boogie Woogie”                                                             | 2025                | Alan Kępski                                            | [ 252 ]             |                     |
| Gościnnie                                                                   |                     |                                                        |                     |                     |
| „Rich in Love” (Matt Dusk, gościnnie: Sanah)                                | 2019                | Dawid Ziemba                                           | [ 253 ]             |                     |
| „Zostaw go” (Jakub Dąbrowski)                                               | 2021                | Jakub Dąbrowski i Karol Papała                         | [ 254 ]             |                     |
| „Wszystko mi mówi, że mnie ktoś pokochał” (Kwiat Jabłoni, gościnnie: Sanah) | 2021                | Grajper                                                | [ 255 ]             |                     |
| „Wszystko mi mówi, że mnie ktoś pokochał” (Vito Bambino, gościnnie: Sanah)  | 2021                | Grajper                                                | [ 256 ]             |                     |
| „Wszystko mi mówi, że mnie ktoś pokochał” (Artur Rojek, gościnnie: Sanah)   | 2021                | Grajper                                                | [ 257 ]             |                     |
| „Przyjdzie Panie zaginąć” (Polskie Znaki, gościnnie: Sanah)                 | 2021                | Matylda Damięcka                                       | [ 258 ]             |                     |